# Joseph Deniker
Joseph Deniker (Astracán, 6 de marzo de 1852-París, 18 de marzo de 1918) fue un naturalista y antropólogo francés, conocido fundamentalmente por sus intentos de elaborar mapas muy detallados de las razas de Europa.

## Biografía
Deniker, de padres franceses, nació en 1852 en la ciudad rusa de Astracán. Estudió en la Universidad Estatal de Ingenieros de Caminos de San Petersburgo. Como ingeniero, pudo viajar profusamente conociendo los distritos petroleros del Cáucaso, Europa Central, Italia y Dalmacia. Se instala en París en 1876, estudiando en la Sorbona, donde recibió el doctorado en Ciencias naturales en 1886. En 1888 fue nombrado bibliotecario jefe del Museo Nacional de Historia Natural de Francia, en París.
Deniker se convirtió en uno de los jefes editores del Dictionnaire de geographie universelle, publicando muchos artículos en revistas de antropología y de zoología de Francia. En 1904 fue invitado por el Real Instituto Antropológico de Gran Bretaña para dar la "Huxley Memorial Lecture".
Falleció en París en 1918.

## Sistema de clasificación de Deniker
Sus complicados mapas de razas europeas, de los cuales realizó más de veinte, y ampliamente referenciados en esos días, es hoy un muestrario ilustrativo de los extremos de las clasificaciones raciales arbitrarias. A fines del siglo XIX y principios del siglo XX, tuvo un extenso debate con otro cartógrafo racial, William Z. Ripley, sobre la naturaleza de las razas y su número. Para ese tiempo, Ripley aseguraba que Europa estaba compuesta de tres grupos raciales, mientras que Deniker los fijaba en diez razas europeas (seis primarias con cuatro subsidiarias o subrazas). Sus seis razas primarias eran: nórdica, litoral (o atlanto-mediterránea), oriental, adriática (o dinárica), íbero-insular y occidental (o cevenola). Y sus cuatro subtipos eran: subnórdica, norteoccidental, vístula y subadriática.

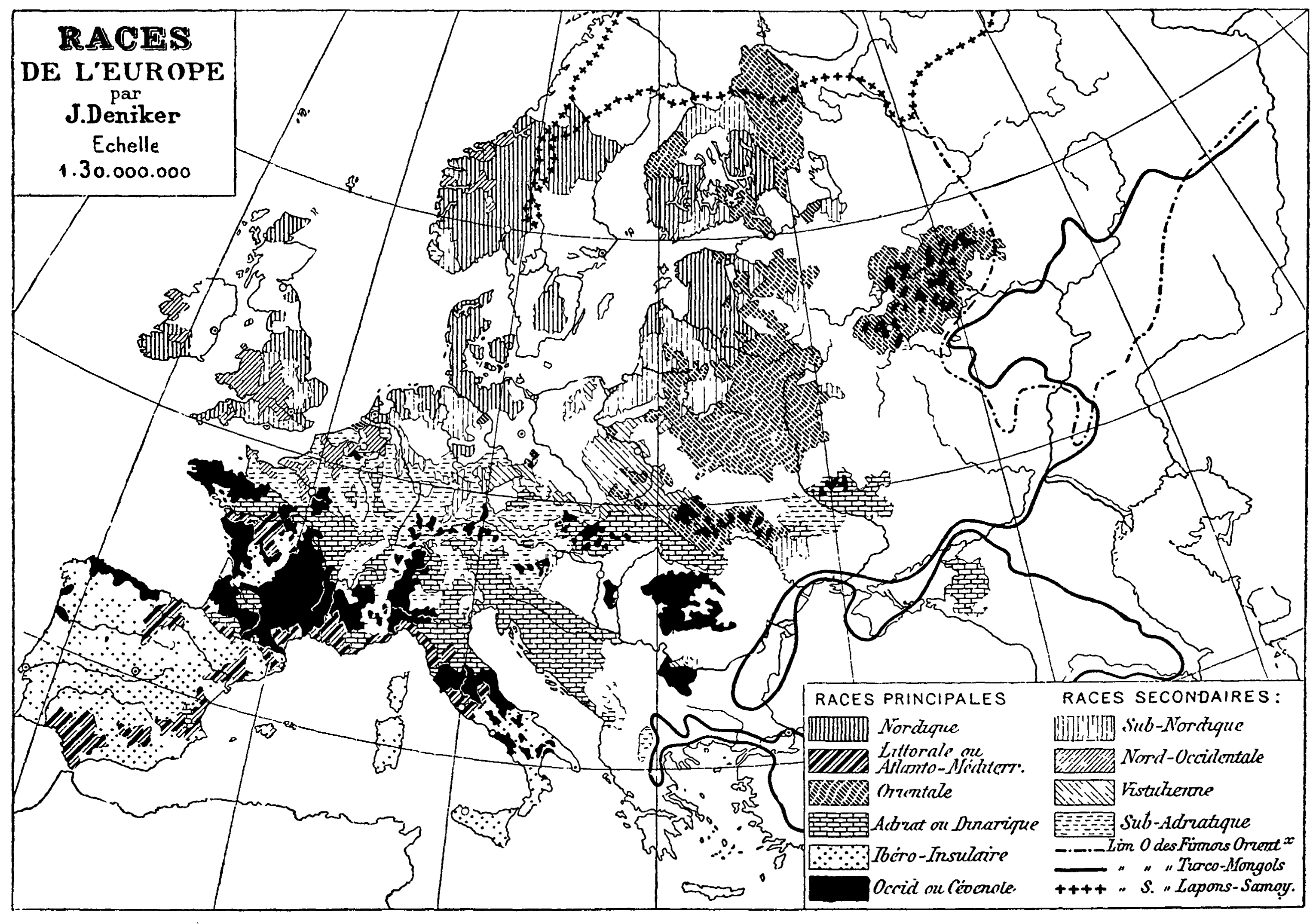
Mapa de "razas de Europa" (1899), de Deniker.

Su última contribución al campo de la teoría racial fue la designación de una de sus razas como la raza nórdica. Mientras ese grupo no tenía un especial lugar en el modelo racial de Deniker, esa "raza nórdica" fue elevada por el famoso eugenista y científico racial Madison Grant en su teoría nórdica como el motor de la civilización. Grant adoptó el modelo de Ripley de las tres razas para los europeos, pero le molestó el uso de Ripley del término "teutón" para una de las razas. Grant transliteró la raza nórdica dentro de "nórdico", y la promovió al tope de su jerarquía racial en su propia teoría popular racial de las décadas de 1910 y 1920.
Deniker proponía un concepto de raza demasiado confuso, y propuso el uso del término "etnia", y que sería posteriormente adoptado ante todo en la obra de Julian Huxley y de Alfred C. Haddon. Ripley arguía que la idea de Deniker de una raza debería mejor denominarla "tipo", que es menos biológicamente rígida que las aproximaciones a la cuestión de ¿raza?.

## Algunas publicaciones
- Recherches anatomiques et embryologiques sur les singes anthropoides (1886)
- Etude sur les Kalmouks (1883)
- Les Ghiliaks (1883)
- Races et peuples de la terre (1900)
- The races of man: an outline of anthropology and ethnography (1900)
- «La première photographie de Lhassa» (fotos de Ovché Narzounof), La Géographie IV (4): 242-247, octubre 1901.
- «New Light On Lhasa The Forbidden City, with photographs by Ushe Narzunof», The Century Magazine (The Century Illustrated Monthly Magazine) 66 (4): 544-554, agosto 1903.
- «Trois voyages à Lhassa (1898-1901) par Ovché Narzounof, pèlerin kalmouk» (présentation), Le Tour du monde - Journal des voyages, nouvelle série, livraisons 19 & 20, 7-14 de mayo de 1904

## Otros
- La abreviatura «Deniker» se emplea para indicar a Joseph Deniker como autoridad en la descripción y clasificación científica de los vegetales.[1] (enlace roto disponible en Internet Archive; véase el historial, la primera versión y la última).